# Islas Cook en los Juegos Olímpicos de Tokio 2020
Las Islas Cook estuvieron representadas en los Juegos Olímpicos de Tokio 2020 por seis deportistas, tres hombres y tres mujeres, que compitieron en tres deportes.
Los portadores de la bandera en la ceremonia de apertura fueron los nadadores Wesley Roberts y Kirsten Fisher-Marsters. El equipo olímpico no obtuvo ninguna medalla en estos Juegos.